# 纽约市立学院

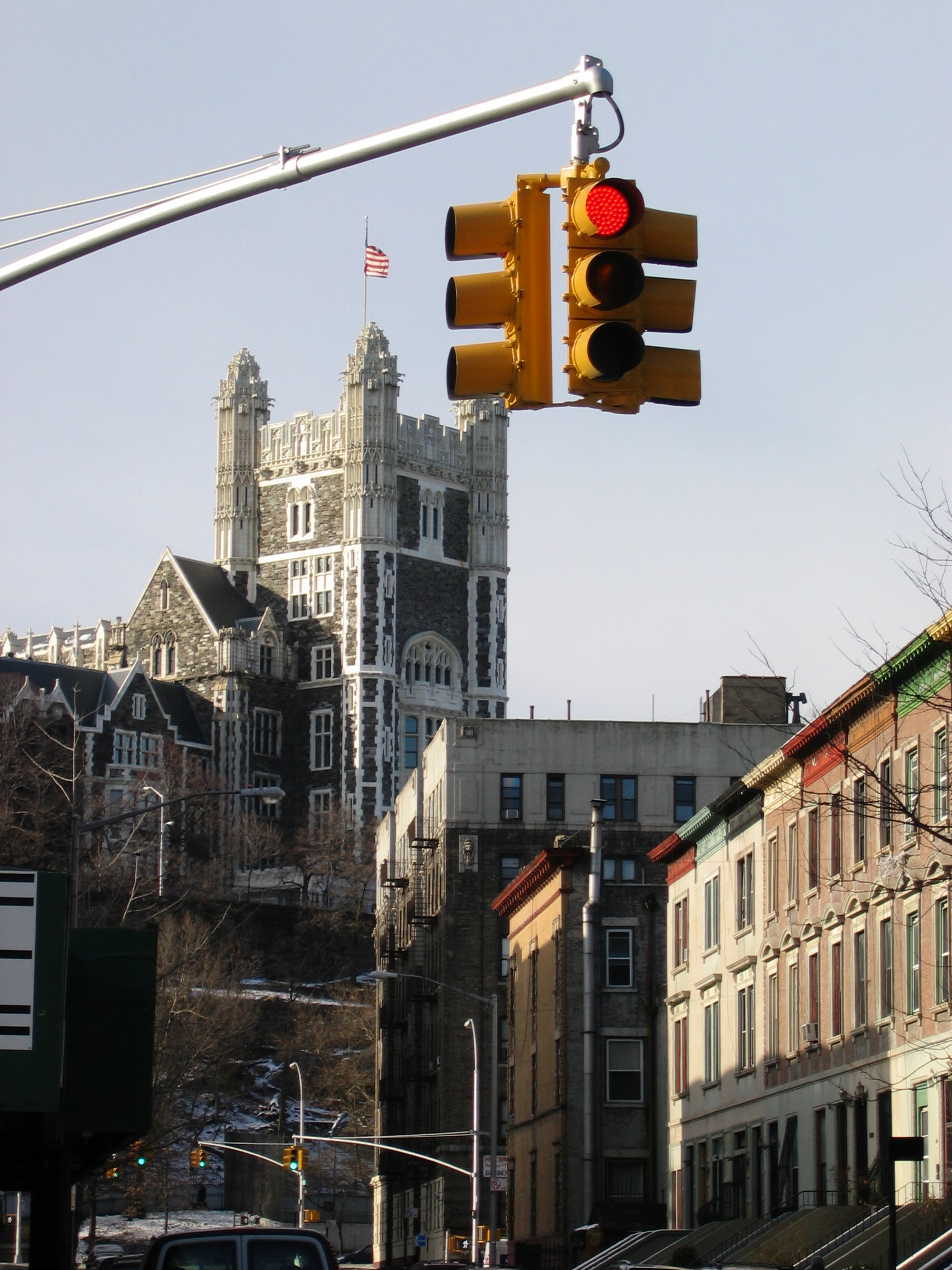
紐約市立學院Shepard Hall

紐約市立學院（英語：The City College of New York，縮寫：CCNY），成立於1847年，是紐約市立大學系統中的一所四年制學院，是紐約市立大學系統的創始學校，也是歷史最悠久的分校，至2014年止計有12位校友獲得諾貝爾獎。紐約市立學院相對於紐約市立大學系統其它四年制分校的就讀學生人數而言，其規模屬於中等。在2014年，紐約市立學院共有16,544位在學生，其中包括13,315位大學部學生和3,229位研究生。2014年秋季學期，紐約市立學院於南校園啟用了兩棟新穎綠建築研究大樓。2016年秋季學期，紐約市立學院招收了第一屆醫學院學生。

## 历史
20世紀初紐約市立學院曾經輝煌一時。它提倡精英教育，為許多家境貧寒但學業成績出眾的學生（特別是新移民）提供高等教育，被暱稱為平民哈佛（英語：The poor man's Harvard）。
紐約市立學院歷來培育出不少傑出人才，其中較知名者有曾擔任美國國務卿的克林·鮑威爾和亨利·季辛吉以及1997年時代雜誌風雲人物、美國資訊產業巨頭安迪·葛洛夫。而歷來紐約市立學院有為數眾多的畢業生任職於紐約首屈一指的大企業公司，包括花旗銀行、摩根大通銀行、高盛投資銀行、大都會人壽保險等。
1921年，愛因斯坦選擇紐約市立學院為其美國巡迴演講首場之舉辦地點。2004年，美國前總統柯林頓擔任紐約市立學院畢業典禮演講致詞嘉賓。

## 校區

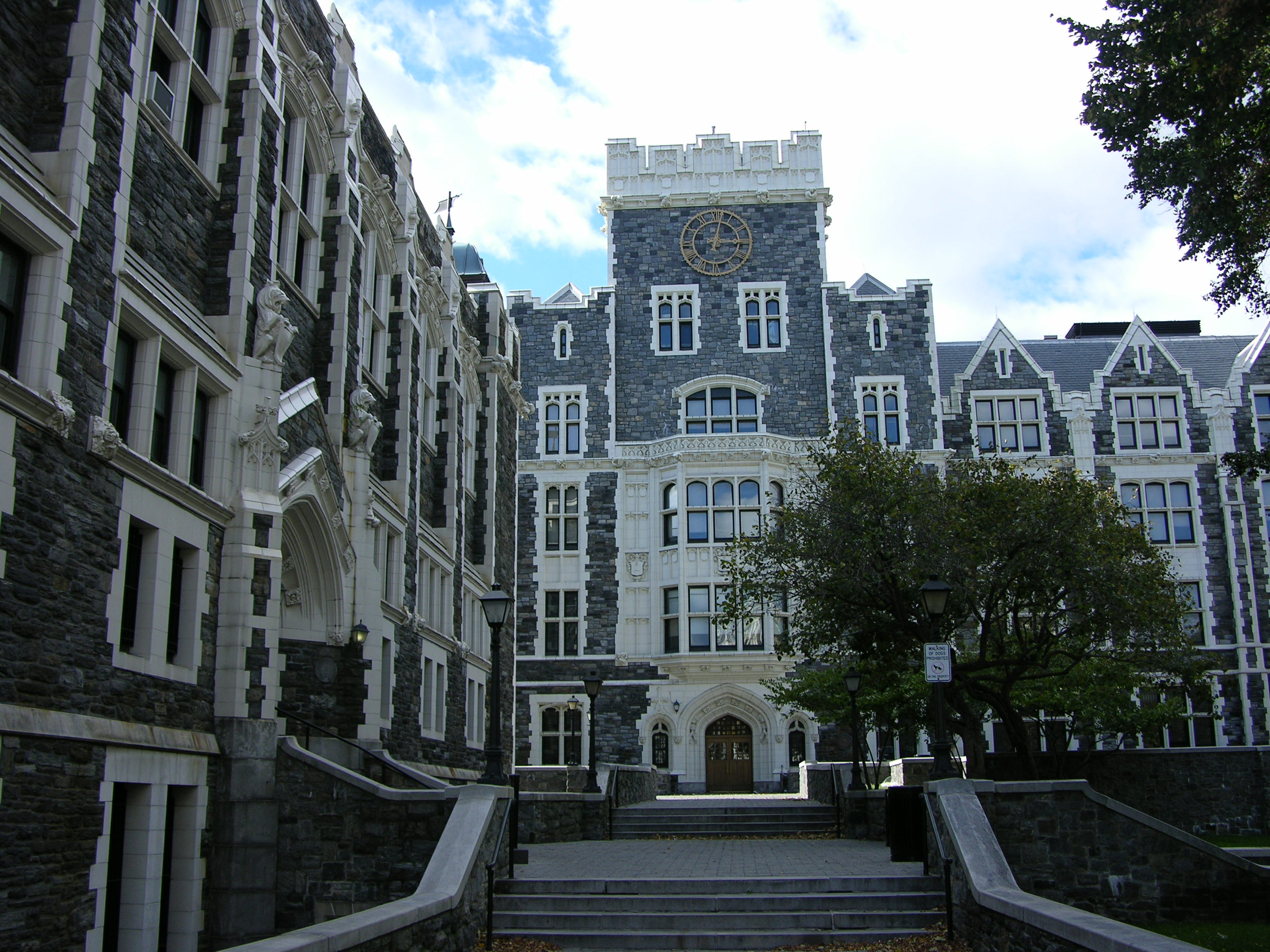
北部校區建築

### 北校區
該大學的北校區位於曼哈頓的曼哈頓維爾，此校區多學院哥特式建築。它在1906年建成，取代了1849年以來使用的市中心校區。該校區建築包括：
- Shepard Hall（主樓）：其名來自美國律師、政治家愛德華·謝波德（Edward M. Shepard）[5]
- Baskerville Hall
- Compton Hall
- Harris Hall
- Wingate Hall

### 南校區

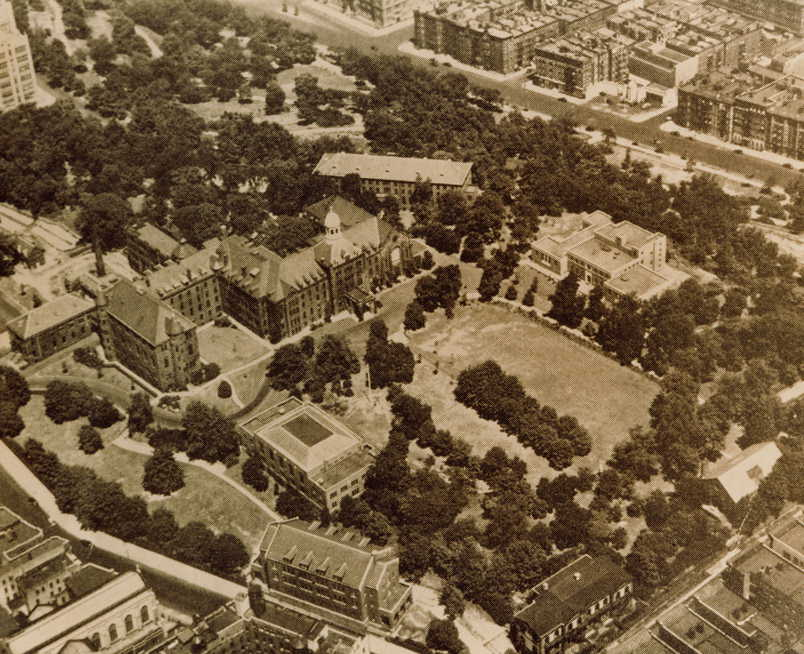
1950年代的南校區

1953年，紐約市立學院買下曼哈頓維爾聖心學院的校址並將其擴建，形成其南校區。1970年代，該校區的老建築被大規模拆除。只有科恩圖書館（Cohen Library）和公園體育場（Park Gym） 等少數幾棟建築遺留下來。相對的，學院在此興建了亚伦·戴维斯堂（Aaron Davis Hall，1981）等新建築。

## 著名教授
- 加來道雄，物理系教授，超弦理論物理學家，知名作家。
- 周鉅原，經濟系教授。

## 知名校友
- 安迪·葛洛夫，英特爾（Intel）創辦人兼董事長，1958年化工系系友。
- 克林·鮑威爾，美國國務卿，1958年地質系系友。
- 亨利·季辛吉，美國國務卿，諾貝爾和平獎得主。
- 罗伯特·瓦格纳，1927-1949美國聯邦參議員。
- 郭德华，前紐約市長，1945年校友，2011年榮譽文學博士。
- 亚伯拉罕·比姆（Abraham D. Beame）1974-1977紐約市長，1928年校友。
- 伯纳德·巴鲁克，金融家，1889年校友。
- 萊昂納多·克萊洛克，網際網路先驅，1957年電機系系友。
- 马里奥·伦科（Mario Runco Jr.），太空人，1974年地球及大氣科學系系友，1999年榮譽理學博士。
- 乔纳斯·索尔克：病毒学家，1934年校友，脊髓灰质炎疫苗的发明人，1934年校友出资创建的索尔克研究所是美国最好的医学生物学私立研究所。
- 李奥纳特·苏士侃（英语：Leonard Susskind，1940年5月20日—），美国理论物理学家，美国斯坦福大学教授，美国国家科学院院士，美国艺术与科学院院士。

## 諾貝爾獎得主
- 2014 生理醫學獎 - 约翰·奥基夫，1963年心理學系系友。
- 2005 經濟獎 - 羅伯特·约翰·奧曼，1950年數學系系友。
- 1988 物理獎 - 利昂·萊德曼，1943年物理系系友。
- 1985 化學獎 - 赫伯特·豪普特曼，1937年數學系系友。
- 1985 化學獎 - 杰尔姆·卡尔，1937年校友。
- 1978 物理獎 - 阿诺·彭齐亚斯，1954年物理系系友。
- 1973 和平獎 - 亨利·季辛吉，會計系系友，1943年因進入美國陸軍服役休學。
- 1972 經濟獎 - 肯尼斯·阿罗，1940年數學系暨社會科學系友。
- 1970 生理醫學獎 - 朱利叶斯·阿克塞尔罗德，1933年生物學系校友。
- 1965 物理獎 - 朱利安·施温格，1933年入学，後轉學至哥倫比亞大學。
- 1961 物理獎 - 羅伯特·霍夫施塔特，1935年物理系校友。
- 1959 生理醫學獎 - 阿瑟·科恩伯格，1937年生物学系校友。

## 圖靈獎得主
- 羅伯特·卡恩(2004年共同得獎者)，網際網路先驅。

## 普立茲獎得主
- 奥斯卡．希胡罗斯（Oscar Hijuelos）（1990年得獎者），1975年學士，1976年創作碩士。
- 約瑟夫·拉希（Joseph P. Lash）（1972年傳記類得獎者），1931年學士。
- 伯納德·馬拉默德（1967年得獎者），1936年學士。

## 大學球賽NCAA榮譽
- 1950年男子籃球全美冠軍（史上唯一同年度雙料冠軍）（Men's Basketball - NCAA Championship & NIT Championship, 1950）
- 1947年男子籃球全美第四名

## 外部連結
- 紐約市立學院官方網站 （页面存档备份，存于）